# Juliette Malvina
Juliette Ruby Rita Malvina, née le 22 mai 1984 à Victoria, est une haltérophile seychelloise.

## Carrière
Juliette Malvina est médaillée de bronze à l'arraché, à l'épaulé-jeté et au total dans la catégorie des moins de 53 kg aux Championnats d'Afrique 2010 à Yaoundé. Elle est médaillée d'argent à l'arraché, à l'épaulé-jeté et au total aux Championnats d'Afrique 2011 au Cap dans la catégorie des moins de 58 kg.
Elle est triple médaillée de bronze dans la catégorie des moins de 64 kg aux Championnats d'Afrique 2023 à Tunis,.